# أولونغ

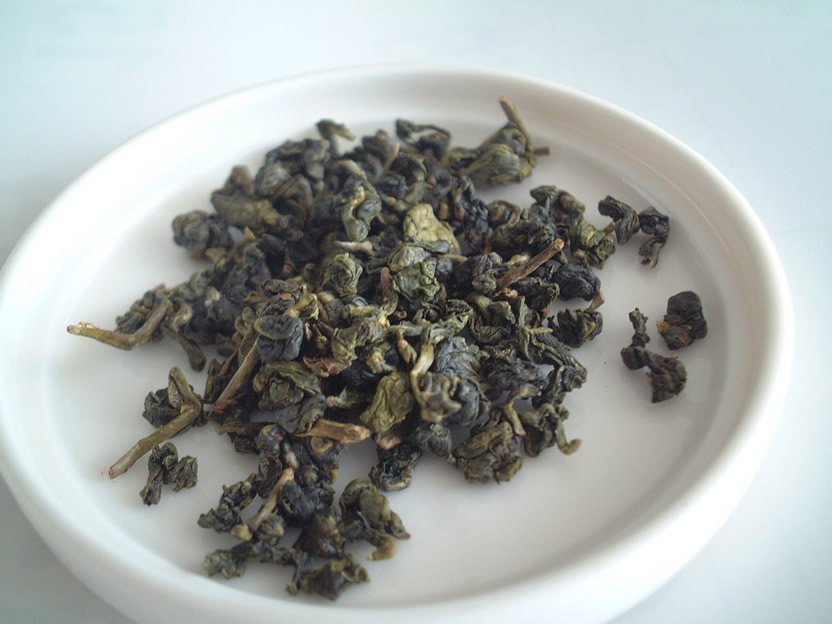
أوراق مجدولة من الشاي الصيني الأسود "الأولونج".

شاي الأولونغ أو الأُولُنغ ومعني الاسم: «التنين الصغير» بسبب شكل الأوراق المتعرج، ومعنى الكلمة أيضاً: «شاي التنين الأسود». هو شاي صيني يُعرَّض إلى عملية أكسدة خفيفة؛ وليست أكسدة كاملة مثل الشاي الأسود، فيكتسب خصائص معتدلة ما بين الشاي الأخضر الذي لا يتعرض للاكسدة والشاي الأسود الذي يتعرض إلى الأكسدة الكاملة.

## التحضير

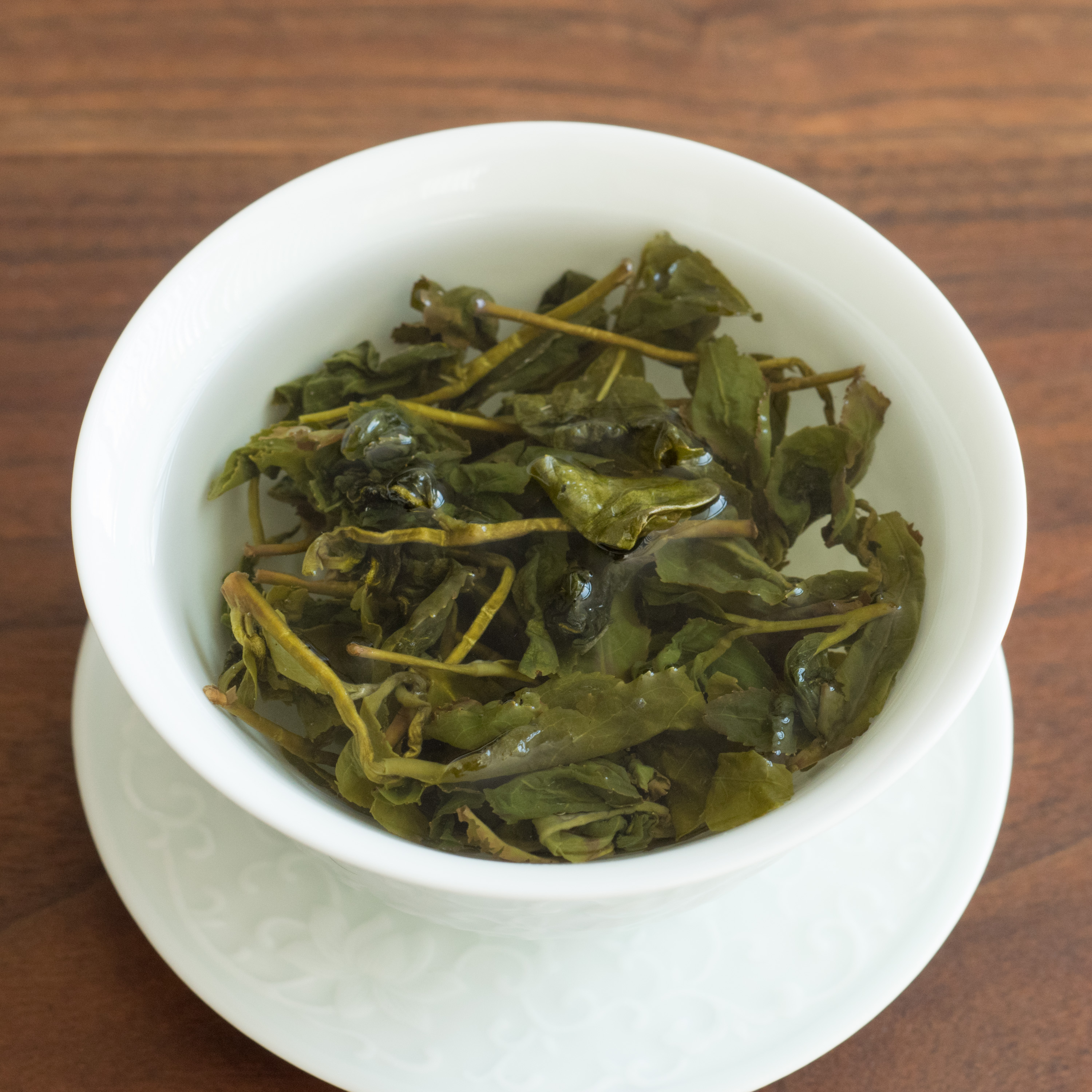
شاي صيني أسود "أولونج"، مُحضر بطريقة "جين يوان".

تقنيات التحضيرالموصى بها للشاي الصيني الاسود تختلف على نطاق واسع.
تتمثل إحدى الطرق الشائعة في استخدام وعاء صغير مثل إبريق شاي خزفي مع وضع كمية أوراق أكثر من المعتاد. للنقع المفرد، يوصى باستخدام من دقيقة إلى خمس دقائق، اعتمادًا على التفضيل الشخصي. تتراوح درجة حرارة الماء الموصى بها من 82 إلى 96 درجة حرارة مئوية.

## الكافيين
يحتوي شاي أولونغ عمومًا على مادة الكافيين، على الرغم من أن محتوى الكافيين في الشاي يختلف، بحسب وقت قطف الورقة، وبحسب عمليات الإنتاج.